# Vinhedo
Vinhedo est une ville brésilienne de l'État de São Paulo. Il fait partie de la région métropolitaine de Campinas et est situé à 75 kilomètres de la capitale de São Paulo. Elle occupe une superficie d'environ 80 km², dont 33 km² dans le périmètre urbain, et sa population a été recensée en 2022 à 76 540 habitants.
Elle possède le sixième indice de développement humain (IDH) le plus élevé parmi les municipalités de São Paulo. Sur son territoire se trouve une partie du complexe touristique Vida Completa SerrAzul, qui comprend le parc à thème Hopi Hari et d'autres attractions touristiques importantes de l'intérieur de São Paulo.

## Histoire
La région du plateau de São Paulo était habitée par plusieurs groupes indigènes, dont certains venaient de la côte et cherchaient refuge contre les guerres et l'esclavage imposés par les colonisateurs ibériques. D'autres, comme les groupes Tupi-Guaranys et Jês (comme les Kaigang et les Kayapó du sud), vivaient dans la région depuis avant la colonisation.
Avec l'arrivée des Européens sur le continent sud-américain, la région a été traversée par les Bandeiras, qui ont occupé des terres considérées comme inexplorées et ont chassé les Indiens pour le travail d'esclave, ainsi que pour rechercher des ressources naturelles telles que des bois fins, de l'or et des pierres précieuses, pendant la 17ème siècle. Pour y parvenir, les tribus indigènes ont été expulsées de la région ou décimées. Les hommes et les femmes emprisonnés comme esclaves étaient introduits de force à Bandeiras ou contraints de travailler dans les plantations de subsistance nouvellement créées qui se formaient le long de la route vers Goyáz.